# Női egyéni műkorcsolya az 1948. évi téli olimpiai játékokon
Az 1948. évi téli olimpiai játékokon a műkorcsolya női egyéni versenyszámát február 3. és 6. között rendezték. Az aranyérmet a kanadai Barbara Ann Scott nyerte. A Magyarországot képviselő Saáry Mária a 17., Ladányiné Saáry Éva a 21. helyen végzett.

## Eredmények
Kilenc bíró pontozta a versenyzőket. A pontok alapján a bírók mindegyikénél külön-külön kialakult egy sorrend, az egyes szakaszokban (kötelező elemek, kűr) és az összesítésnél is, ez egy helyezési pontszámot is jelentett. Az egyes szakaszok, valamint az összesítés eredménye a következő kritériumok alapján alakult ki:
1. „Többségi helyezések száma”. Az a versenyző végzett előrébb, akit a bírók többsége előrébb rangsorolt. A bírók többsége azt jelentette, hogy a legjobb 5 helyezést adó bíró helyezési pontszámait vették figyelembe, de ha az 5. bíró helyezésével még volt azonos helyezés, akkor az(oka)t is figyelembe vették. Ezt az adatot tartalmazza az oszlop. (Pl. a „6×3+” azt jelenti, hogy a versenyző 6 bírónál az első 3 hely valamelyikén végzett.)
2. „Többségi helyezések összege” (a figyelembe vett bírók helyezési pontszámainak összege)
3. „Helyezések összege” (az összes bíró helyezési pontszámainak összege)
4. „Pont” (az összes bíró által adott összpontszám)
5. A kötelező elemek pontszáma

### Kötelező elemek
A kötelező programot február 3-án és február 5-én rendezték.
| Hely. | Versenyző            | Nemzet                 | Többségi helyezések száma | Helyezések összege | Pont  |
| ----- | -------------------- | ---------------------- | ------------------------- | ------------------ | ----- |
| 1.    | Barbara Ann Scott    | Kanada (CAN)           | 5×1+                      | 13,0               | 858,1 |
| 2.    | Jeannette Altwegg    | Nagy-Britannia (GBR)   | 7×3+                      | 23,0               | 842,1 |
| 3.    | Eva Pawlik           | Ausztria (AUT)         | 6×3+                      | 24,5               | 832,1 |
| 4.    | Jiřína Nekolová      | Csehszlovákia (TCH)    | 5×5+                      | 47,0               | 807,2 |
| 5.    | Bridget Adams        | Nagy-Britannia (GBR)   | 8×6+                      | 49,0               | 806,8 |
| 6.    | Gretchen Merrill     | Egyesült Államok (USA) | 5×6+                      | 59,5               | 798,0 |
| 7.    | Alena Vrzáňová       | Csehszlovákia (TCH)    | 6×7+                      | 61,5               | 797,2 |
| 8.    | Yvonne Sherman       | Egyesült Államok (USA) | 7×8+                      | 76,5               | 783,9 |
| 9.    | Suzanne Morrow       | Kanada (CAN)           | 6×11+                     | 100,5              | 761,9 |
| 10.   | Marion Davies        | Nagy-Britannia (GBR)   | 5×11+                     | 108,5              | 763,5 |
| 11.   | Eileen Seigh         | Egyesült Államok (USA) | 6×16+                     | 116,0              | 755,8 |
| 12.   | Marilyn Take         | Kanada (CAN)           | 5×13+                     | 120,0              | 754,1 |
| 13.   | Maya Hug             | Svájc (SUI)            | 5×13+                     | 123,5              | 755,9 |
| 14.   | Martha Bachem        | Ausztria (AUT)         | 5×14+                     | 133,0              | 744,5 |
| 15.   | Saáry Mária          | Magyarország (HUN)     | 5×14+                     | 135,0              | 739,3 |
| 16.   | Jill Hood-Linzee     | Nagy-Britannia (GBR)   | 5×14+                     | 139,5              | 742,8 |
| 17.   | Dagmar Lerchová      | Csehszlovákia (TCH)    | 6×15+                     | 129,0              | 745,5 |
| 18.   | Jacqueline du Bief   | Franciaország (FRA)    | 5×15+                     | 136,5              | 746,0 |
| 19.   | Hildegard Appeltauer | Ausztria (AUT)         | 6×17+                     | 132,0              | 743,7 |
| 20.   | Marit Henie          | Norvégia (NOR)         | 7×21+                     | 185,0              | 699,4 |
| 21.   | Ladányiné Saáry Éva  | Magyarország (HUN)     | 7×22+                     | 198,0              | 679,7 |
| 22.   | Inge Solar           | Ausztria (AUT)         | 6×22+                     | 198,0              | 677,8 |
| 23.   | Lotti Höner          | Svájc (SUI)            | 5×22+                     | 182,0              | 699,1 |
| 24.   | Doris Blanc          | Svájc (SUI)            | 6×24+                     | 216,5              | 635,6 |
| 25.   | Grazia Barcellona    | Olaszország (ITA)      | 9×25+                     | 218,0              | 607,9 |

### Kűr
A kűrt február 6-án rendezték. A pontszám a bírók által adott pontok 6-szorosa.
| Hely. | Versenyző            | Nemzet                 | Többségi helyezések száma | Helyezések összege | Pont  |
| ----- | -------------------- | ---------------------- | ------------------------- | ------------------ | ----- |
| 1.    | Barbara Ann Scott    | Kanada (CAN)           | 7×1+                      | 10,5               | 609,6 |
| 2.    | Eva Pawlik           | Ausztria (AUT)         | 5×2+                      | 27,0               | 586,2 |
| 3.    | Alena Vrzáňová       | Csehszlovákia (TCH)    | 5×3+                      | 29,5               | 580,2 |
| 4.    | Jiřína Nekolová      | Csehszlovákia (TCH)    | 7×4+                      | 31,0               | 579,6 |
| 5.    | Yvonne Sherman       | Egyesült Államok (USA) | 5×6+                      | 54,0               | 564,6 |
| 6.    | Jeannette Altwegg    | Nagy-Britannia (GBR)   | 6×7+                      | 57,0               | 563,4 |
| 7.    | Martha Bachem        | Ausztria (AUT)         | 5×7+                      | 75,0               | 555,6 |
| 8.    | Dagmar Lerchová      | Csehszlovákia (TCH)    | 6×10+                     | 84,5               | 554,4 |
| 9.    | Inge Solar           | Ausztria (AUT)         | 6×11+                     | 99,0               | 541,2 |
| 10.   | Eileen Seigh         | Egyesült Államok (USA) | 5×10+                     | 104,5              | 541,2 |
| 11.   | Gretchen Merrill     | Egyesült Államok (USA) | 5×12+                     | 105,0              | 538,2 |
| 12.   | Marion Davies        | Nagy-Britannia (GBR)   | 6×13+                     | 108,0              | 539,4 |
| 13.   | Marilyn Take         | Kanada (CAN)           | 6×13+                     | 109,5              | 539,4 |
| 14.   | Saáry Mária          | Magyarország (HUN)     | 5×13+                     | 129,5              | 529,2 |
| 15.   | Suzanne Morrow       | Kanada (CAN)           | 5×14+                     | 134,5              | 531,0 |
| 16.   | Bridget Adams        | Nagy-Britannia (GBR)   | 5×15+                     | 135,0              | 531,0 |
| 17.   | Ladányiné Saáry Éva  | Magyarország (HUN)     | 5×16+                     | 144,5              | 528,0 |
| 18.   | Jill Hood-Linzee     | Nagy-Britannia (GBR)   | 6×19+                     | 158,0              | 519,0 |
| 19.   | Maya Hug             | Svájc (SUI)            | 7×19+                     | 162,0              | 517,8 |
| 20.   | Hildegard Appeltauer | Ausztria (AUT)         | 5×20+                     | 176,0              | 510,0 |
| 21.   | Lotti Höner          | Svájc (SUI)            | 5×21+                     | 181,0              | 508,8 |
| 22.   | Jacqueline du Bief   | Franciaország (FRA)    | 5×22+                     | 181,0              | 505,2 |
| 23.   | Marit Henie          | Norvégia (NOR)         | 7×23+                     | 202,5              | 498,6 |
| 24.   | Grazia Barcellona    | Olaszország (ITA)      | 7×24+                     | 206,0              | 492,0 |
| 25.   | Doris Blanc          | Svájc (SUI)            | 9×25+                     | 220,5              | 468,0 |

### Végeredmény
| Helyezés | Versenyző            | Nemzet                 | Helyezési pontszámok bírónként | Helyezési pontszámok bírónként | Helyezési pontszámok bírónként | Helyezési pontszámok bírónként | Helyezési pontszámok bírónként | Helyezési pontszámok bírónként | Helyezési pontszámok bírónként | Helyezési pontszámok bírónként | Helyezési pontszámok bírónként | Több. hely. száma | Hely. össz. | Pont   |
| Helyezés | Versenyző            | Nemzet                 | 1                              | 2                              | 3                              | 4                              | 5                              | 6                              | 7                              | 8                              | 9                              | Több. hely. száma | Hely. össz. | Pont   |
| -------- | -------------------- | ---------------------- | ------------------------------ | ------------------------------ | ------------------------------ | ------------------------------ | ------------------------------ | ------------------------------ | ------------------------------ | ------------------------------ | ------------------------------ | ----------------- | ----------- | ------ |
| Arany    | Barbara Ann Scott    | Kanada (CAN)           | 1,0                            | 1,0                            | 1,0                            | 2,0                            | 1,0                            | 2,0                            | 1,0                            | 1,0                            | 1,0                            | 7×1+              | 11          | 1467,7 |
| Ezüst    | Eva Pawlik           | Ausztria (AUT)         | 2,0                            | 2,0                            | 3,0                            | 3,0                            | 4,0                            | 1,0                            | 2,0                            | 2,0                            | 5,0                            | 5×2+              | 24          | 1418,3 |
| Bronz    | Jeannette Altwegg    | Nagy-Britannia (GBR)   | 3,0                            | 4,0                            | 2,0                            | 1,0                            | 2,0                            | 5,0                            | 3,0                            | 4,0                            | 4,0                            | 5×3+              | 28          | 1405,5 |
| 4.       | Jiřína Nekolová      | Csehszlovákia (TCH)    | 5,0                            | 3,0                            | 4,0                            | 4,0                            | 3,0                            | 4,0                            | 5,0                            | 3,0                            | 3,0                            | 7×4+              | 34          | 1386,8 |
| 5.       | Alena Vrzáňová       | Csehszlovákia (TCH)    | 6,0                            | 6,0                            | 6,0                            | 6,0                            | 6,0                            | 3,0                            | 4,0                            | 5,0                            | 2,0                            | 9×6+              | 44          | 1377,4 |
| 6.       | Yvonne Sherman       | Egyesült Államok (USA) | 9,0                            | 7,0                            | 7,0                            | 8,0                            | 5,0                            | 6,0                            | 6,0                            | 7,0                            | 7,0                            | 7×7+              | 62          | 1348,5 |
| 7.       | Bridget Adams        | Nagy-Britannia (GBR)   | 7,0                            | 8,0                            | 5,0                            | 5,0                            | 11,0                           | 7,0                            | 11,0                           | 6,0                            | 9,0                            | 5×7+              | 69          | 1337,8 |
| 8.       | Gretchen Merrill     | Egyesült Államok (USA) | 4,0                            | 5,0                            | 8,0                            | 7,0                            | 8,0                            | 9,0                            | 8,0                            | 9,0                            | 15,0                           | 6×8+              | 73          | 1336,2 |
| 9.       | Martha Bachem        | Ausztria (AUT)         | 8,0                            | 9,0                            | 15,0                           | 14,0                           | 16,0                           | 8,0                            | 14,0                           | 11,0                           | 8,0                            | 5×11+             | 103         | 1300,1 |
| 10.      | Marion Davies        | Nagy-Britannia (GBR)   | 10,0                           | 12,0                           | 9,0                            | 9,0                            | 13,0                           | 12,0                           | 10,0                           | 13,0                           | 16,0                           | 6×12+             | 104         | 1302,9 |
| 11.      | Eileen Seigh         | Egyesült Államok (USA) | 12,0                           | 15,0                           | 13,0                           | 13,0                           | 10,0                           | 15,0                           | 7,0                            | 15,0                           | 10,0                           | 6×13+             | 110         | 1297,0 |
| 12.      | Marilyn Take         | Kanada (CAN)           | 14,0                           | 10,0                           | 17,0                           | 11,0                           | 7,0                            | 11,0                           | 12,0                           | 17,0                           | 11,5                           | 6×12+             | 110,5       | 1293,5 |
| 13.      | Dagmar Lerchová      | Csehszlovákia (TCH)    | 18,0                           | 13,0                           | 12,0                           | 16,0                           | 12,0                           | 10,0                           | 13,0                           | 12,0                           | 6,0                            | 5×12+             | 112         | 1299,9 |
| 14.      | Suzanne Morrow       | Kanada (CAN)           | 11,0                           | 14,0                           | 11,0                           | 10,0                           | 9,0                            | 14,0                           | 20,0                           | 14,0                           | 14,0                           | 8×14+             | 117         | 1292,9 |
| 15.      | Maya Hug             | Svájc (SUI)            | 13,0                           | 18,0                           | 10,0                           | 15,0                           | 17,0                           | 21,0                           | 15,0                           | 10,0                           | 18,0                           | 5×15+             | 137         | 1273,7 |
| 16.      | Jacqueline du Bief   | Franciaország (FRA)    | 16,0                           | 19,0                           | 22,0                           | 19,0                           | 19,0                           | 16,0                           | 9,0                            | 16,0                           | 11,5                           | 5×16+             | 147,5       | 1251,2 |
| 17.      | Saáry Mária          | Magyarország (HUN)     | 17,0                           | 20,0                           | 14,0                           | 17,0                           | 18,0                           | 18,0                           | 17,0                           | 8,0                            | 13,0                           | 6×17+             | 142         | 1268,5 |
| 18.      | Hildegard Appeltauer | Ausztria (AUT)         | 21,0                           | 16,0                           | 18,0                           | 18,0                           | 15,0                           | 13,0                           | 16,0                           | 18,0                           | 20,0                           | 7×18+             | 155         | 1253,7 |
| 19.      | Jill Hood-Linzee     | Nagy-Britannia (GBR)   | 15,0                           | 11,0                           | 19,0                           | 12,0                           | 14,0                           | 19,0                           | 18,0                           | 20,0                           | 17,0                           | 6×18+             | 145         | 1261,8 |
| 20.      | Inge Solar           | Ausztria (AUT)         | 19,0                           | 22,0                           | 20,0                           | 23,0                           | 21,0                           | 17,0                           | 24,0                           | 19,0                           | 21,0                           | 6×21+             | 186         | 1219,0 |
| 21.      | Ladányiné Saáry Éva  | Magyarország (HUN)     | 20,0                           | 21,0                           | 23,0                           | 22,0                           | 22,0                           | 20,0                           | 21,0                           | 21,0                           | 22,0                           | 5×21+             | 192         | 1207,7 |
| 22.      | Marit Henie          | Norvégia (NOR)         | 22,0                           | 23,0                           | 21,0                           | 21,0                           | 20,0                           | 23,0                           | 23,0                           | 22,0                           | 19,0                           | 6×22+             | 194         | 1198,0 |
| 23.      | Lotti Höner          | Svájc (SUI)            | 23,0                           | 17,0                           | 16,0                           | 20,0                           | 23,0                           | 22,0                           | 19,0                           | 23,0                           | 23,0                           | 5×22+             | 186         | 1207,9 |
| 24.      | Grazia Barcellona    | Olaszország (ITA)      | 24,0                           | 25,0                           | 25,0                           | 25,0                           | 25,0                           | 24,0                           | 22,0                           | 24,0                           | 24,0                           | 5×24+             | 218         | 1099,9 |
| 25.      | Doris Blanc          | Svájc (SUI)            | 25,0                           | 24,0                           | 24,0                           | 24,0                           | 24,0                           | 25,0                           | 25,0                           | 25,0                           | 25,0                           | 9×25+             | 221         | 1103,6 |